# Апостол Павло Данилович
Павло́ Дани́лович Апо́стол (рік народження невідомий — †1736) — миргородський полковник у 1727–1736 роках, син гетьмана Данила Апостола.
Здобув освіту в одному з пансіонів Петербурга.
У бою з турками під час російсько-турецької війни 1735—1739 років, під Козловом (сучасна Євпаторія), Апостола смертельно поранено.